# Полен из Перигё
Полен из Перигэ (лат. Paulinus Petricordis; дата рождения неизвестна, Перигё — ок. 478) — древнеримский (западноримский) латинский поэт.
Родился в Перигё, умер около 478 года н. э. Подробности его жизни неизвестны. Его упоминал Сидоний Аполлинарий, говоря о нём как о выдающемся ораторе (хотя, возможно, речь шла о его отце). Был связан с Перпетуусом (англ.), епископом Турским в 461—491 годах, называя его своим повелителем. Вероятно, по его распоряжению написал «Vita S. Martini» (6 книг латинским гекзаметром) — поэму о жизни святого Мартина, вдохновлённую Сульпицием Севером и содержащую ценные сведения о быте и нравах его эпохи, — долго приписывавшуюся святому Павлину Нольскому, как и ещё некоторые работы. Примерно в 473 году написал также короткое стихотворное посвящение базилике святого Мартина Турского, а также стихотворение «Visitatione Nepotuli Sui», где говорит о чудесном исцелении жениха своей внучки. Эти произведения, вероятно, также были написаны по просьбе Перпетууса.
«Vita S. Martini» была издана с французским переводом Корпе (Париж, 1849), а «Oeuvres complètes» Полена, куда вошло ещё несколько его стихотворений, собрал Юре (Париж, 1585).